# ゴーダウ・スタジアム
ゴーダウ・スタジアム(ベトナム語: Sân vận động Gò Đậu、英: Go Dau Stadium)は、ベトナムのビンズオン省トゥーザウモットにある多目的スタジアムである。「ビンズオン・スタジアム」と表記されることもある。

## 概要
収容人数は18,250人。主にサッカーの試合に用いられ、ベトナムサッカーリーグに所属するビンズオンFCがホームスタジアムとして使用している。